# David Cay Johnston
Pour les articles homonymes, voir Johnston et David Johnston.
David Cay Johnston, né le 24 décembre 1948 à San Francisco, est un journaliste d'enquête américain spécialisé dans la fiscalité américaine. Avant de devenir un journaliste indépendant en avril 2008, il travaillait pour le New York Times.

## Biographie
Johnston a commencé sa carrière en 1968 au San Jose Mercury News. En 1973, il l'a quitté pour étudier à l'université de Chicago en profitant d'une bourse. Il est ensuite devenu journaliste d'enquête au Detroit Free Press, bureau de Lansing, de 1973 à 1976. Par la suite, de 1976 à 1988, il a travaillé pour le compte du Los Angeles Times. En 1988, il a rejoint le Philadelphia Inquirer. En février 1995, il est engagé par le New York Times.
Johnston s'est intéressé aux meurtriers qui ne sont jamais arrêtés, aux prisonniers injustement emprisonnés, aux abus du LAPD, à Barron Hilton (l'un des coprésidents de la chaîne d'hôtels Hilton), aux usages malhonnêtes des fonds versés à l'organisme de charité United Way of America, aux manipulations de nouvelles par la station WJIM-TV (propriété de WLNS-TV) et à l'avoir net de Donald Trump. 
Johnston a reçu en 2001 le prix Pulitzer « pour ses reportages courageux et incisifs qui ont exposé les lacunes et les inégalités dans la fiscalité des États-Unis, reportages qui ont amené des réformes ». Il a aussi reçu le (en) Book of the Year award de (en) Investigative Reporters & Editors.
En décembre 2007, il a publié Free Lunch: How the Wealthiest Americans Enrich Themselves at Government Expense and Stick You With The Bill, un livre documentant différentes pratiques financières et économiques aux États-Unis qui favorisent, selon l'auteur, les sociétés et les plus nantis. Dans l'ouvrage, il s'intéresse aux subventions déguisées ((en) hidden subsidies), aux marchés captifs ((en) rigged markets) et au corporatisme.
Cet ouvrage suit Perfectly Legal: The Covert Campaign to Rig Our Tax System to Benefit the Super Rich--and Cheat Everybody Else, un best-seller du New York Times publié en 2003.

## Œuvre
- (en) Perfectly Legal: The Covert Campaign to Rig Our Tax System to Benefit the Super-Rich–and Cheat Everybody Else, 2003  (ISBN 1-59184-019-8)
- (en) Free Lunch: How the Wealthiest Americans Enrich Themselves at Government Expense and Stick You With The Bill, 2007  (ISBN 978-1591841913)

## Traductions
1. ↑  (en) for his penetrating and enterprising reporting that exposed loopholes and inequities in the U.S. tax code, which was instrumental in bringing about reforms.